# Matlockita
La matlockita és un mineral halur de plom rar anomenat en honor del poble de Matlock, a la regió de Derbyshire (Anglaterra), on va ser descobert per primera vegada en una mina propera. La matlockita (de fórmula química PbFCl) dona nom al grup de la matlockita que consisteix en minerals rars de la mateixa estructura.

## Descripció
El mineral, un fluoroclorit de plom (de fórmula PbFCl) va ser descobert a principis del segle xix a la mina de Bage a Bolehill, prop de Matlock, juntament amb espècimens de fosgenita i anglesita. Tot i que la fosgenita ja era coneguda en aquells temps, sembla probable que la matlockita va passar desapercebuda com a nou material durant almenys cinquanta anys. Va ser anomenada per Greg l'any 1851. La primera menció de la matlockita segurament fou al Mineralogy of Derbyshire de John Mawe de l'any 1802, en el qual descriu detalladament la fosgenita i, tot seguit, es refereix a un mineral que anomena "plom cristal·lí", descripció que s'adequa a l'aparença de la matlockita, que té un color clar, groc cremós i translúcid, i que té una densitat per sobre de 7,1 g/cm³.
Segons la classificació de Nickel-Strunz, la matlockita pertany a «03.DC - Oxihalurs, hidroxihalurs i halurs amb doble enllaç, amb Pb (As,Sb,Bi), sense Cu» juntament amb els següents minerals: laurionita, paralaurionita, fiedlerita, penfieldita, laurelita, bismoclita, daubreeita, rorisita, zavaritskita, zhangpeishanita, nadorita, perita, aravaipaïta, calcioaravaipaïta, thorikosita, mereheadita, blixita, pinalita, symesita, ecdemita, heliofil·lita, mendipita, damaraïta, onoratoïta, cotunnita, pseudocotunnita i barstowita.
Un gran espècimen, de 10 centímetres de grossor i original de Derbyshire, es troba al Museu Americà d'Història Natural. Un de 7 centrímetres es pot trobar a la col·lecció del Derby Museum and Art Gallery.
S'ha trobat matlockita a diversos llocs des de la seva descoberta a Derbyshire, com per exemple a Tiger (Arizona, EUA), Làurion (Grècia), Essen (Alemanya) i prop de Campiglia (Toscana, Itàlia). També se n'han trobat mostres a Sud-àfrica, Perú, Xile, Austràlia, Àustria, França i Itàlia.

## El grup de la matlockita
El grup de la matlockita consisteix en uns minerals que comparteixen una estructura cristal·lina similar. El grup inclou halurs de bismut, plom o calci: bismoclita (BiO)Cl, daubreeïta (BiO)(OH,Cl), laurionita PbCl(OH), paralaurionita PbCl(OH), rorisita CaFCl, zavaritskita (BiO)F i l'epònima matlockita.